# Le Promenoir des deux amants (Debussy)
Pour l'œuvre de Tristan L'Hermite, voir Le Promenoir des deux amants.
Pour les articles homonymes, voir Les Deux-Amants.
Le Promenoir des deux amants (CD 129) est une suite de trois mélodies composée par Claude Debussy en 1904 et 1910 sur un poème du XVIIe siècle de Tristan L'Hermite.

## Histoire de l'œuvre
La première mélodie est composée en 1904, et les deux autres en 1910. La partition est publiée à Paris par Durand, en août 1910. 
L'œuvre est interprétée pour la première fois à la Salle Érard de la Société nationale de musique, le 14 janvier 1911, par Jane Bathori (soprano) et Ricardo Viñes (piano).
L'œuvre est dédiée à Emma Debussy,.

## Titres
1. Auprès de cette grotte sombre
2. Crois mon conseil, chère Climène
3. Je tremble en voyant ton visage

## Texte des poèmes
Les trois textes sont un découpage d'un seul poème du même titre qui provient du recueil Les Amours de Tristan l'Hermite (1638).

### Ouvrages généraux

#### Monographies
- André Boucourechliev, Debussy, la révolution subtile, Paris, Fayard, coll. « les chemins de la musique », 1998, 123 p. (ISBN 978-2-213-60030-7)
- Edward Lockspeiser et Harry Halbreich, Claude Debussy, Paris, Fayard, 1980, 823 p. (ISBN 2-213-00921-X)
Edward Lockspeiser, Claude Debussy, sa vie et sa pensée, Paris, Fayard, 1980, p. 7-529
Harry Halbreich, Claude Debussy, analyse de l'œuvre, Paris, Fayard, 1980, p. 533-748
- Gilles Macassar et Bernard Mérigaud, Claude Debussy : le plaisir et la passion, Paris, Gallimard, coll. « Découverte », 1992, 168 p. (ISBN 2-07-053224-0)

## Discographie
- Mélodies et Airs d'opéra — Maggie Teyte (soprano), Alfred Cortot (piano), en 1936, Naxos.
- Album Debussy, le compositeur et ses interprètes — Ninon Vallin (soprano), orchestre, en 1943, Æon.
- Fauré, Debussy : mélodies — Suzanne Danco (soprano), Guido Agosti (piano), en 1951, Testament.
- Claude Debussy : Mélodies — Gérard Souzay (baryton), Dalton Baldwin (piano), Deutsche Grammophon.
- French Melodies — Janet Baker (contralto), Gerald Moore (piano), EMI.
- Le Promenoir des deux amants — François Le Roux (baryton), Noël Lee (piano), Le Chant du Monde LDC 2781115 (1999).
- Hommage à Jane Bathori — Dawn Upshaw (soprano), Jérôme Ducros (piano), Erato.